# العبر في خبر من عبر
العبر في خبر من عبر وفي بعض المصادر العبر في خبر من غبر كتاب للإمام الذهبي اختصر فيه كتابه تاريخ الإسلام ووفيات المشاهير والأعلام، وقد ابتدأ فيه من السنة الأولى للهجرة وانتهى في السنة 700 هـ.

## منهاج الكتاب
سار الإمام الذهبي في كتابه على نهج يذكر فيه الحوادث المهمة في كل سنة بتراتب شهورها ثم يذكر وفيات الأعيان في تلك السنة، وقد وصف الذهبي كتابه قائلا: فهذا تاريخ مختصر على السنوات أذكر فيه: ما قدر لي من أشهر الحوادث والوفيات.

## تذييل العبر
أول من ذيل على كتاب العبر هو الإمام الذهبي نفسه حيث وضع كتابا سماه ذيل العبر ابتدأ فيه من سنة 701 هـ إلى غاية سنة 740 هـ وقد سار فيه على نفس منوال كتابه المذيل، وتلاه في هذا شمس الدين الحسيني المتوفى سنة 765 هـ، مبتدأً من سنة 741 هـ ومنتهياً في سنة 764 هـ. ثم ذيل عليه ابنه محمد بن محمد بن علي المتوفى سنة 791 هـ وبلغ في تذييله هذا سنة 785 هـ، ثم جاء ابن سند اللخمي وذيل على ذيل الحسيني مبتدأً من سنة 763 هـ إلى سنة 780 هـ، ووضع زين الدين عبد الرحيم العراقي المتوفي سنة 806 هـ، كتابا فذيل على ذيل العبر للذهبي مباشرة وابتدأ من 741 هـ ووصل به إلى سنة 763 هـ، ثم جاء ولده ولي الدين أبو زرعة أحمد بن عبد الرحيم العراقي فذيل على ذيل والده وابتدأ من سنة 762 هـ إلى 786 هـ، ثم ذيل ابن حجر العسقلاني على ذيل الحسيني وابتدأ سنة 763 هـ.

## استعارات
عمد العديد من المؤرخين والكتاب اللاحقين إلى النقل من كتب الذهبي ومنها كتاب العبر فمادة شذرات الذهب لابن العماد المتوفى سنة 1089هـ مشتقة كلها من العبر. كما أن النعيمي المتوفى سنة 927هـ قد سبق ابن العماد في ذلك إذ أنه استقى مادة كتابه تنبيه الدارس من العبر كذلك. كما نحا الملك الأفضل الرسولي ذاك النحو فاستخلص من العبر كتابه المسمى نزهة العيون في طوائف القرون.

## الطبعات
- طبعة دار الكتب العلمية، بيروت لبنان، تحقيق أبو هاجر السعيد بن بسيوني زغلول.
- طبعة الكويت، تحقيق صلاح الدين المنجد وفؤاد السيد، 1380 هـ/1960 م[5][6]